# Pókember (televíziós sorozat, 2003)
A Pókember (eredeti cím: Spider-Man: The New Animated Series) amerikai-kanadai televíziós 2D-s számítógépes animációs sorozat, ami a Marvel univerzum  szuperhőséről szól. A produkció a CGI technológia segítségével jött létre, ami 2004 január 13-án megjelent DVD-n. A forgatókönyvet Morgan Gendel írta, a zenéjét John Digweed szerezte.

## Cselekmény
A sorozat cselekménye a film című film után játszódik.

## Szereplők
| Szereplő               | Eredeti hang        | Magyar hang         | Leírás |
| ---------------------- | ------------------- | ------------------- | ------ |
| Pókember/Peter Parker  | Neil Patrick Harris | Rajkai Zoltán       | ?      |
| Mary Jane Watson/MJ    | Lisa Loeb           | Majsai-Nyilas Tünde | ?      |
| Harry Osborn           | Ian Ziering         | Nagy Ervin          | ?      |
| Indira "Indy" Daimonji | Angelle Brooks      | ?                   | ?      |
| J. Jonah Jameson       | Keith Carradine     | ?                   | ?      |
| Dr. Curt Connors/Gyík  | Rob Zombie          | ?                   | ?      |
| Cheyenne/Talon         | Eve                 | Náray Erika         | ?      |
| Kraven, a vadász       | Michael Dorn        | ?                   | ?      |
| Roxanne Gaines         | Kathy Griffin       | ?                   | ?      |
| Roland Gaines          | Jeremy Piven        | ?                   | ?      |

## Epizódok
| 1 | Hősök és tolvajok (Heroes and Villains)    |
| Pókember most Turbo Jet-tel kerül szembe aki modernkori Robin Hood-ot játszik a városban és az embereket hősünk ellen fordítja. |                                            |
| 2 | Világrablók (Royal Scam)                   |
| A Vezér ellop egy TX-1 szuperchip-et ami képes feltörni bármilyen banki utalást. Pókember feladata visszaszerezni azt. |                                            |
| 3 | A dzsungel törvénye (Law of the Jungle)    |
| Dr. Connor saját magán kísérletezik hüllá DNS-sel. A professzor lassan átalakul és belőle lesz Gyík... |                                            |
| 4 | A kard ereje (Sword of Shikata)            |
| A mesteri harcművészt Shikatát küldik Pókember elfogására, hogy egy gazdag ember ritka állatgyűjteményébe kerülhessen. Shikata végül úgy határoz, hogy a Pókember túlságosan nemes ellenfél az egyszerű elfogáshoz, és inkább harcol vele halálig. |                                            |
| 5 | Titkos ügyek (Keeping Secrets)             |
| Pókember összetűzésbe keveredik egy tolvajjal, aki sorozatosan rablásokat követ el a városban. A dolog bonyolódik mikor kiderül, hogy a tolvaj Harry barátnője. |                                            |
| 6 | Mentőakció (Tight Squeeze)                 |
| 3 ex-KGB-s ügynök túszul ejt egy csoport irodai munkást. Követelésük egyszerű: a Pókembert akarják. |                                            |
| 7 | A szerelem hullámhosszán (Head Over Heels) |
| Peter Parker labortársa Christina új találmányt dolgoz ki. Az ESP koronát. Ezzel olvasni tud az emberek gondolataiban. Kipróbálja a szerkezetet és a lány elméjét megkárosítja, így nem tudja már mi a fantázia és mi a valóság... |                                            |
| 8 | A házibuli (The Party)                     |
| Peter idétlen barátja, Max, egy iskolai csínytevés áldozata lesz ami rosszul ül el. Max Dillonból így lesz Elektró aki az egész iskolát veszélyezteti. |                                            |
| 9 | Agykontroll (Flash Memory)                 |
| Dr. Zellner egy "intelligens gyógyszert" hozott létre. Ezt Peter iskolai ellenségén Flash Thompson-on próbálja ki. Hamar hat a szer, a fiú IQ-ja megnő de veszélyes mellékhatások is jelentkeznek. A doktor hamar megtalálja az ellenszert, és Flash javasolja Zellnernek, hogy a következő alany Peter Parker legyen...                              |                                            |
| 10 | Pók a penge élén (Spider-Man Dis-Abled)    |
| Peter egy sajtókonferencián megakadályoz és egy merényletet, amit Silver Sable a zsoldos követett el. Peter ezt rögzítette is ezért Sable elrabolja barátait, hogy visszaszerezze a terhelő bizonyítékot. |                                            |
| 11 | Elektró visszatér (When Sparks Fly)        |
| Elektró visszatér, és az a terve, hogy egy lányt akit szeret olyan elektromossá változtassa, mint ő. |                                            |
| 12 | Elmebajnokság 1. rész (Mind Games: Part 1) |
| A Gaines testvérek telepatikus képességeiket felhasználva megszöknek egy rabszállító furgonból, de Pókember megállítja őket. Később Pókember felfedi magát MJ előtt. Hősünk Kraven, a Vadásszal találja magát szembe, aki a börtönben töltött évekért akar bosszút állni. Mary Jane-t egy mérgező dárdával megöli. Peter személyes bosszúra készül... |                                            |
| 13 | Elmebajnokság 2. rész (Mind Games: Part 2) |
| Kiderül, hogy a Gaines testvérek csak elhitették Pókemberrel, hogy Kraven megölte MJ-t. Később elkapja őket, de a testvérek újabb illúziót vetnek be és ezúttal is Indy súlyosan megsebesül... |                                            |

## Háttér
May nénit nem szerepeltették a sorozatban (egy fényképet kivéve Peter hálószobájában), mert az MTV vezetői attól féltek, hogy a megjelenése megakadályozza, hogy a fiatalabb korosztály felfigyeljen a produkcióra.